# Egon Tiedje
Egon Tiedje (* 19. März 1934 in Hamburg; † 30. November 2011 in Barmstedt) war ein deutscher Anglist.

## Leben

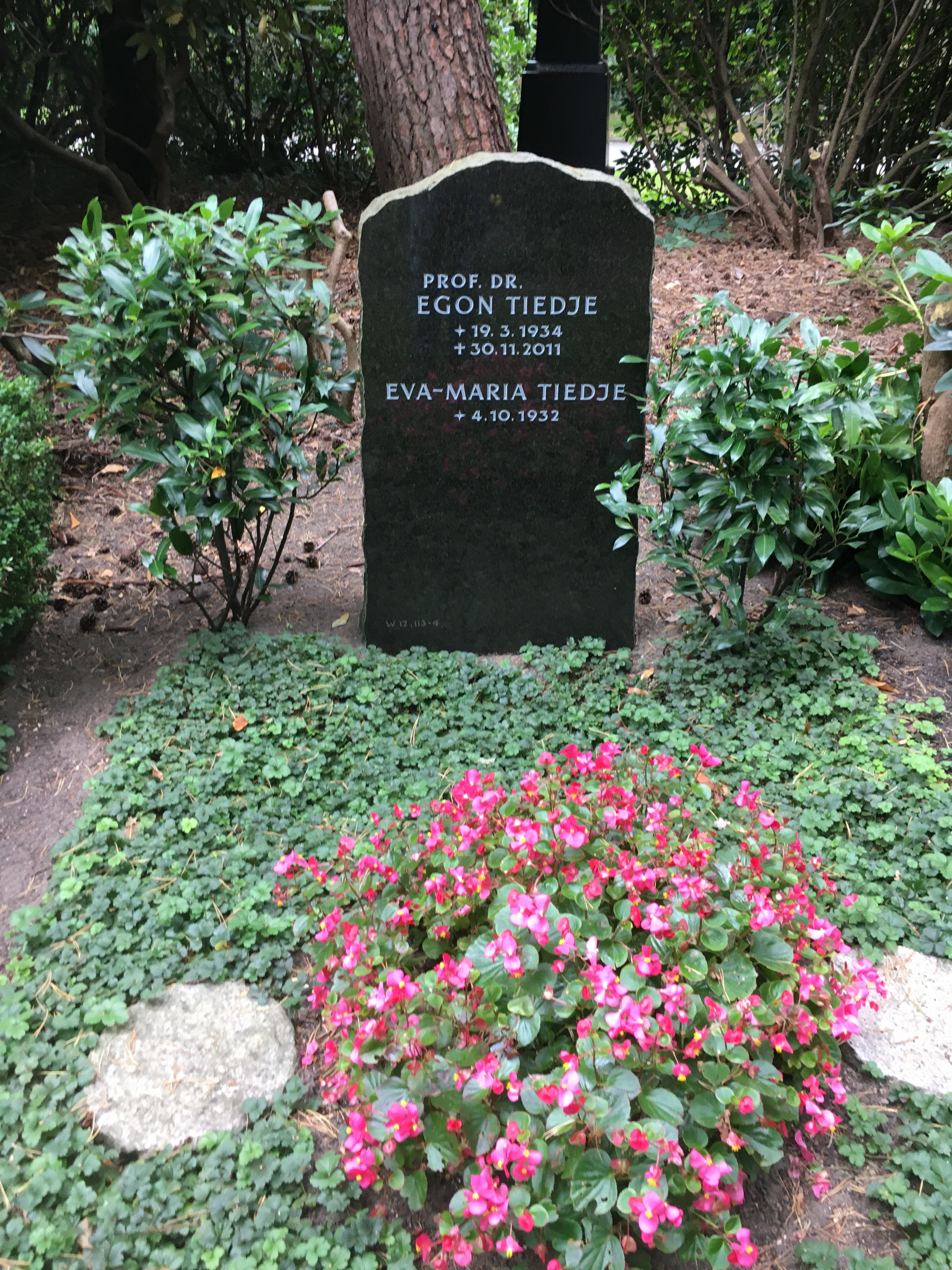
Grabstätte Egon Tiedje auf dem Friedhof Ohlsdorf

Nach der Promotion zum Dr. phil. an der Universität Hamburg 1963 war er dort von 1977 bis 1997 Professor für Englische Philologie. Er gehörte von 1982 bis 1995 ununterbrochen der Stadtvertretung von Barmstedt an, unter anderem als stellvertretender Bürgervorsteher
und im Kuratorium des Humburg-Hauses. Seine letzte Ruhestätte fand Egon Tiedje auf dem Hamburger Friedhof Ohlsdorf im Planquadrat W 12.

## Schriften (Auswahl)
- Die Tradition Ben Jonsons in der Restaurationskomödie. Hamburg 1963, OCLC 470998414.
- Alan Ayckbourn: Way upstream. Teachers's guide . Stuttgart 1999, ISBN 3-12-579601-6.
- als Herausgeber mit Johann N. Schmidt und Gerd Dose: So nah und doch so fern. Englische Mentalität und 'Englishness' in Kultur, Gesellschaft und Alltag. München 2005, ISBN 3-89586-981-3.